# Kathedrale von Paraná

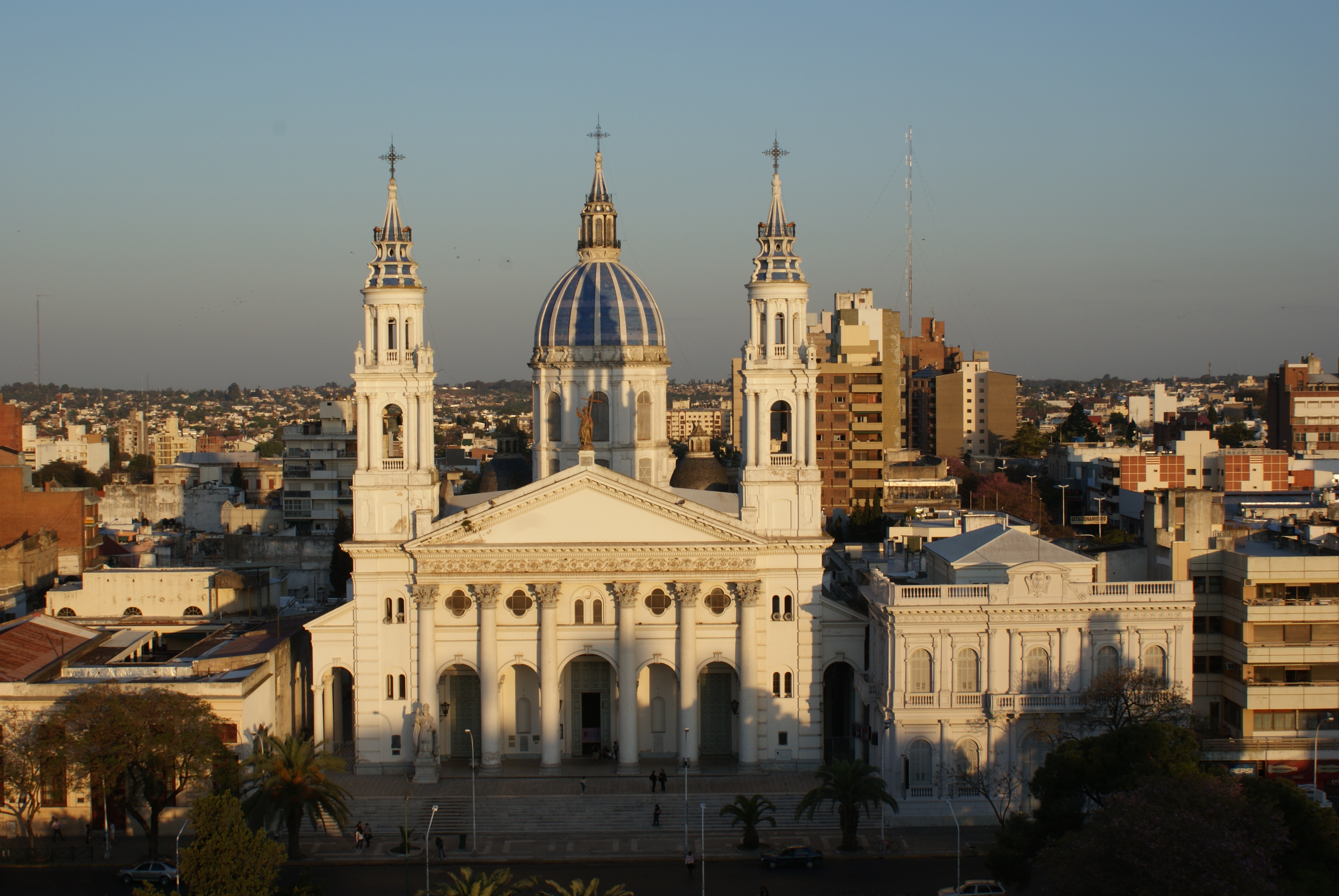
Kathedrale von Paraná

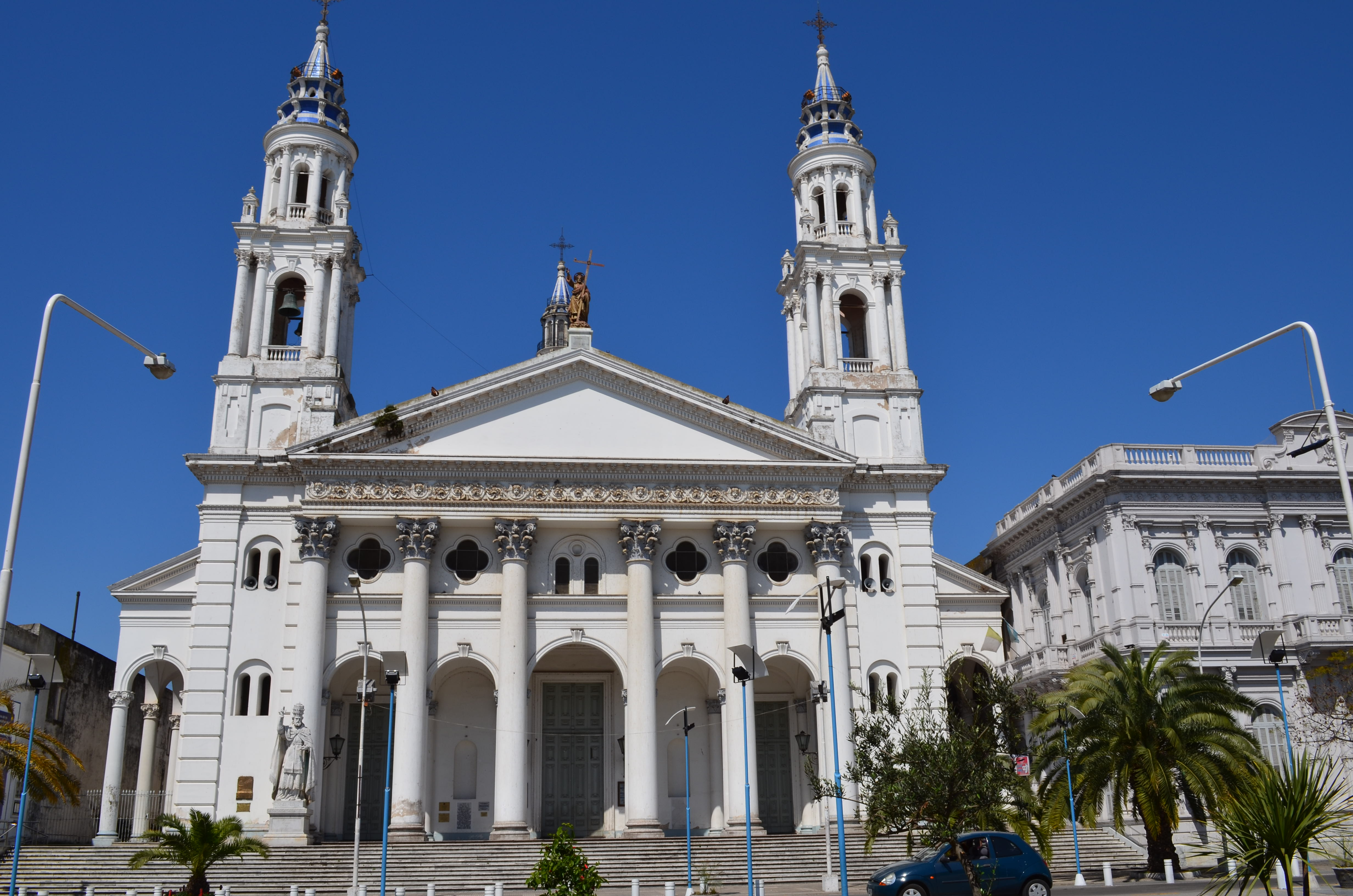
Kathedrale und Bischofspalast

Die römisch-katholische Kathedrale von Paraná (spanisch Catedral de Nuestra Señora del Rosario) ist der Sitz des Erzbistums Parana in der Stadt Paraná in Argentinien; sie ist dem Patrozinium der Gottesmutter als Rosenkranzmadonna unterstellt. Die Kathedrale ist als Nationales Historisches Monument geschützt.

## Lage
Die ca. 75 m hoch gelegene Stadt Paraná liegt am gleichnamigen Fluss knapp 500 km (Fahrtstrecke) nordwestlich der Landeshauptstadt Buenos Aires in der Provinz Entre Ríos. Die Kathedrale befindet sich im Stadtzentrum gegenüber der Plaza 1° de Mayo.

## Geschichte
Der im Jahr 1882 fertiggestellte Kirchenbau ist die vierte Kirche an derselben Stelle; die erste stammt aus Jahr 1732. Das Bistum Paraná wurde am 13. Juni 1859 durch Papst Pius IX. gegründet; 1934 wurde es zum Erzbistum erhoben.

## Architektur
Der Vierungsturm ist mit etwa 35 m der höchste Bauteil der Kirche; er besteht aus einem durchfensterten Tambour mit Kuppel und einer Laterne. Die Fassade beeindruckt mit zwei ca. 30 m hohen Glockentürmen (campanarios), zwischen die ein fünfbogiger Portikus mit Dreiecksgiebel eingespannt ist. Das Langhaus ist dreischiffig; das Mittelschiff mit seinen Doppelsäulen ist von einem Stichkappengewölbe bedeckt, wohingegen die Seitenschiffe Flachdecken mit Oberlichtern haben.